# 項紋磯塘鱧
項紋磯塘鱧（学名：Eviota epiphanes）为鰕虎科磯塘鱧屬下的一个种。

## 扩展阅读
- 維基物種上的相關：項紋磯塘鱧